# دولت‌های شهرداری در ایالت واشینگتن
۲۸۱ شهرداری در ایالت واشینگتن آمریکا وجود دارد. قانون ایالت واشینگتن اختیارات مختلف شهرداری‌ها را تعیین می‌کند.

## درجه‌های شهرستان
از نظر قانونی، شهرهای واشینگتن به درجه‌های مختلف تبقه بندی می‌شوند. در واشینگتن پنج درجه برای تبقه بندی شهرها وجود دارد:
- ۱۰ شهر درجه یک
- ۹ شهر درجه دو
- ۶۹ شهرک
- ۱ شهر طبقه‌بندی نشده
- ۱۹۲ شهر کد دار

شهرهای درجه یک، شهرهایی هستند که در آخرین زمان سازماندهی، بیش از ۱۰۰۰۰ نفر جمعیت داشتند و بر اساس آیین‌نامه محلی فعالیت می‌کنند. آنها مجاز به انجام هر عملکردی هستند که به‌طور خاص توسط عنوان 35 RCW (قوانین واشینگتن) به آنها اعطا شده‌است. از جمله آنها می‌توان به سیاتل، تاکوما، اسپوکین، ونکوور و یاکیما اشاره کرد.
شهرهای درجه دو، شهرهایی هستند که در در آخرین زمان سازماندهی و بدون آیین‌نامه محلی فعالیت می‌کنند، این شهرها بیش از ۱۵۰۰ نفر جمعیت دارند. مانند شهرهای درجه یک، آنها مجاز به انجام هر عملکردی هستند که به‌طور خاص توسط عنوان 35 RCW به آنها داده شده‌است. از جمله آنها Port Orchard, Wapato, و Colville هستند.
شهرک‌ها شهرداری‌هایی هستند که در که در آخرین زمان سازماندهی کمتر از ۱۵۰۰ نفر جمعیت داشتند. شهرک‌ها مجاز به فعالیت تحت آیین‌نامه محلی نیستند. مانند شهرهای فهرست شده قبلی، آنها مجاز به انجام هر عملکردی هستند که به‌طور خاص توسط عنوان 35 RCW به آنها داده شده‌است. از جمله آنها می‌توان به Steilacoom، Friday Harbor، Eatonville و Waterville اشاره کرد. در سال ۱۹۹۴، قانونگذار حداقل ۱۵۰۰ نفر جمعیت مورد نیاز برای الحاق را تعیین کرد.
شهرهای طبقه‌بندی نشده شهرهایی هستند که تحت هیچ طبقه دیگری فعالیت نمی‌کنند. فقط یک شهر - Waitsburg در شهرستان والا والا - طبقه‌بندی نشده‌است. این سازمان تعهد نامه‌ای نوشته شده در سال ۱۸۸۱نوشته شده بود فعالیت می‌کند، هشت سال قبل از اینکه واشینگتن در سال ۱۸۸۹ به اتحادیه پذیرفته شود.
شهرهای کد دار توسط قانونگذار ایالتی به منظور اعطای بیشترین میزان کنترل محلی ممکن به شهرداری‌ها بر اساس قانون اساسی ایالتی و قوانین عمومی ایجاد شدند. این طبقه‌بندی در اکثر شهرداری‌های واشینگتن، از جمله رنتون، بلیو، اوماک ، المپیا، لانگ‌ویو، پولمن و یونیورسیتی پلیس اتخاذ شده‌است.
شهرهای کدی مجاز به انجام هر کارکردی هستند که به‌طور خاص در قانون اساسی ایالت یا قوانین ایالتی آنها را رد نکرده‌است. آنها می‌توانند هر کارکردی را که به هر طبقه‌بندی شهری دیگر تحت عنوان 35 RCW اعطا شده‌است را انجام دهند.

## اشکال دولتی
شهرها و شهرک‌ها به‌طور خاص دارای سه نوع حکومت هستند:
- کمیسیون (هیچ شهر)
- شهردار-شورای (۲۲۸ شهر)
- شورا-مدیر (۵۳ شهر)